# غريس جورج
غريس جورج (بالإنجليزية: Grace George)‏ هي ممثلة أمريكية، ولدت في 25 ديسمبر 1879 بنيويورك في الولايات المتحدة، وتوفيت في 19 مايو 1961.

## وصلات خارجية
- غريس جورج على موقع IMDb (الإنجليزية)
- غريس جورج على موقع الموسوعة البريطانية (الإنجليزية)
- غريس جورج على موقع قاعدة بيانات برودواي على الإنترنت (الإنجليزية)
- غريس جورج على موقع قاعدة بيانات الفيلم (الإنجليزية)